# Église de Simo
L'église de Simo (en finnois : Simon kirkko) est une église évangélique-luthérienne à Simo en Finlande,.

## Présentation
L'église conçue par Ernst Bernhard Lohrmann est terminé en 1846. 
L'édifice de style Empire mesure 28,5 mètres de long et 15,5 mèters de large.
Le retable Jésus en Croix est peint en 1847 par Esaias Svanberg
Le clocher séparé conçu par Heikki Väänänen est bâti en 1773 dans un style de la renaissance nordique. 